# Hannoverska alliansen
Hannoverska alliansen var en på slottet Herrenhausen i Hannover september år 1725 ingången försvarsallians mellan Storbritannien, Frankrike och Preussen. Alliansen var ett svar mot den så kallade wienska alliansen som ingicks mellan Österrike, Spanien och Ryssland tidigare samma år. Året därpå anslöt sig Nederländerna och Danmark till hannoverska alliansen medan Preussen bytte sida och istället anslöt sig till den wienska alliansen. I Sverige verkade kanslipresidenten Arvid Horn för en svensk anslutning. I juni 1726 segrade Horn i rådet, om än endast tack vare kungens två röster, och i riksdagen i mars år 1727 lyckades han få beslutet om svensk anslutning godkänt trots motstånd från det holsteinska partiet. Parterna i hannoverska alliansen garanterade varandras besittningar i Europa och lovade varandra stöd vid försvarskrig. Sverige erhöll dessutom subsidier på grund av sitt deltagande. Sveriges anslutning innebar slutet för det holsteinska partiets betydelse.